# Akysis microps
Akysis microps — вид риб з роду Akysis родини Akysidae ряду сомоподібні.

## Опис
Загальна довжина сягає 2,9 см. Голова невеличка. Очі маленькі. Є 4 пари вусів. Тулуб не сильно витягнутий. Спинний та жировий плавці маленькі. Грудні плавці трохи витягнуті й широкі. У самців черевні плавники коротше і статевий сосочок опуклий. Анальний плавець великий. Хвостовий витягнутий в основі, кінець помірно широкий, з виїмкою.
Загальний фон жовтувато-коричневий. На голові цятки. На тілі є 3 коричневих плями неправильної форми: одна, найбільша, на рівні спинного плавця, друга — на рівні жирового плавця, третя — в основі хвостового плавця.

## Спосіб життя
Зустрічається в невеликих річках і струмках з помірною течією та піщано-кам'янистим дном, з глибиною 50 см. Є в заводях з майже стоячою водою, де немає рослин, або вони рясно ростуть на невеликих ділянках. Вдень зариваються у ґрунт або ховаються під камінням. Активний вночі. Живиться донними безхребетними.
Нерест груповий (1 самиця і декілька самців) над кам'янистим ґрунтом. Інкубаційний період тримає 4 доби.

## Розповсюдження
Мешкає в Малайзії.